# Quantcom
Quantcom, a.s. (dříve Dial Telecom, a.s.) je česká firma poskytující portfolio hlasových, datových a internetových služeb prostřednictvím vlastní optické sítě. Je členem mezinárodní telekomunikační skupiny Dial Telecom Group, působící také na Slovensku, a jediným operátorem na českém trhu soustředícím se výhradně na B2B segment.
Délka provozovaných optických kabelových tras skupiny Quantcom činí v současnosti asi 4 700 km. Součástí této infrastruktury je středoevropská páteřní síť napříč celou Českou republikou, která propojuje Polsko, Slovensko, Maďarsko, Německo a Rakousko. V současnosti má skupina více než 10 000 zákazníků, mezi které patří i téměř polovina firem obchodovaných na pražské burze.

## Historie společnosti
Celonárodní telekomunikační operátor na trhu telekomunikací pod jménem Dial Telecom působil více než 20 let. Původně byla společnost zaměřena převážně na obchodování s hlasovými službami, postupem času se z ní stala skupina soustředěná na datové služby a internet pro firmy. Od svého založení společnost uskutečnila řadu úspěšných akvizic a masivních investic do metropolitních optických sítí v Praze a Brně. Díky tomu disponuje vlastní robustní infrastrukturou optických kabelů a vláken, na které poskytuje služby klientům, partnerům, národním i mezinárodním operátorům. Počátkem roku 2022 společnost změnila název na Quantcom, a.s. a zároveň se stala jediným operátorem na českém trhu, který se specializuje výhradně na služby pro firemní zákazníky a velkoobchodní partnery. Ty umisťuje převážně na vlastní optickou síť a díky tomu má kontrolu nad celou strukturou připojení a jeho kvalitou. V rámci této nově adoptované strategie společnost vyčlenila veškeré služby pro domácnosti do dceřiné společnosti Pe3ny Net s.r.o. V červnu roku 2022 Quantcom koupil společnost SOFTLINK s.r.o., soukromou technologickou firmu zaměřenou na vzdálený odečet energií a management nákladů.

### Významná data
- 2000 – založení společnosti Dial Telecom, s.r.o., počátek budování metropolitní, národní i mezinárodní sítě v České republice i na Slovensku
- 2005 – Dial Telecom, s.r.o. kupuje InWay, a.s. – vznik společnosti Dial Telecom, a.s.
- 2007 – Dial Telecom, a.s. kupuje net4net, a.s. (dříve TransgasNet, a.s., bývalá dceřiná společnost společnosti Transgas, a.s.).
- 2008 – odkup 100 % akcií společnosti Telekom Austria Czech Republic, která poskytuje služby pod značkou VOLNÝ, a podíl 100 % ve společnosti eTel Slovensko
- 2010 – Mateřská společnost Dial Telecomu Diveno kupuje 100% podíl ve společnosti MobilKom – mobilního operátora U:fon.
- 2010 – odkup divize velkoobchodního prodeje telekomunikačních služeb společnosti Master Internet
- 2010 – sloučení s odštěpným závodem společnosti VOLNÝ, dvojnásobný nárůst výnosů
- 2011 – odkup 100% podílu akcií společností Star 21 Networks, a.s. a MobilKom, a.s.
- 2011 – vznik sesterské společnosti Fiber Services, a.s. odkupem některých aktivit od společnosti VÍTKOVICE IT SOLUTIONS a.s.
- 2012 – vznik společnosti ET Telekomunikace odkupem části podniků ETT ENERGETIKA, a.s. a IMMOENERGETIKA, a.s.
- 2013 – vznik dceřiné společnosti Telemetry Services, s.r.o. akvizicí společnosti Nowire s.r.o.
- 2013 – spojení Dial Telecomu a MAXPROGRES Telco, s.r.o.
- 2015–2016 – Dial Telecom vlastní strategický akciový podíl ve společnosti ČD - Telematika a.s.
- 2016 – odkup 100% podílu ve společnosti Pe3ny Net s.r.o.
- 2018 – odkup 100% podílu ve společnosti Matrigo s.r.o. + získání optické infrastruktury od společnosti CONTENT, s.r.o.
- 2019 – masivní investice do metropolitních optických sítí v Praze a Brně
- 2022 – akvizice společnosti SOFTLINK s.r.o.
- 2022 – vznik nové značky a změna názvu společnosti Dial Telecom, a.s. na Quantcom, a.s., strategické zaměření společnosti na firemní klientelu (B2B segment)
- 2023 – fúze společnosti Telemetry Services, s.r.o. a SOFTLINK s.r.o. (nástupnická společnost je SOFTLINK, s.r.o.)[4]
- 2024 – akvizice společnosti Letov Telco, s.r.o.[5]

## Optická síť
Quantcom patří na českém trhu mezi největší vlastníky optických sítí – telekomunikační infrastruktury, které patří budoucnost vysokorychlostního internetu. Do rozvoje republikových i metropolitních sítí a masivně investuje, stejně jako do připojování administrativních budov a obchodních center. Národní síť Quantcomu je vybudovaná v topologii několika překrývajících se kruhů s několika sty přístupovými body, a to ve všech krajských a ve většině menších měst (nebo v jejich blízkosti). Technologicky jsou optické sítě vybavené DWDM systémem, který umožňuje efektivně využívat dostupné kapacity. Sítě disponují přenosovou rychlostí n x 100 Gbps, a to při zachování nízké latence, což je důležité zejména pro tranzitní a páteřní kapacity. Vedle pozemních sítí Quantcom provozuje také rozsáhlou rádiovou síť v rozsahu stovek vysílacích bodů, čímž doplňuje pokrytí oblastí bez přímého napojení na optickou infrastrukturu.
V druhé polovině roku 2021 Quantcom dokončil upgrade agregačních metropolitních sítí v Praze a Brně na technologii 100 Gigabit Ethernet (100GbE). Ta slouží jako podklad pro další vrstvy sítě, např. MPLS (Multiprotocol Label Switching). Upgrade kromě zvýšení rychlosti zahrnuje také zjednodušení struktury sítě, důsledně redundantní topologii a technologickou standardizaci.
V říjnu 2023 operátor oznámil úspěšné zprovoznění páteřní přenosové trasy s koherentní DWDM technologií mezi Bratislavou a Vídní. Ve své síti navíc zprovoznil první službu Lambda s kapacitou 400GE, a to pro svého zákazníka, sdružení NIX.CZ, největší neutrální uzel v České republice.